# (227218) Rényi
(227218) Rényi est un astéroïde de la ceinture principale.

## Description
(227218) Renyi est un astéroïde de la ceinture principale. Il fut découvert le 5 septembre 2005 à Piszkesteto par Krisztián Sárneczky. Il présente une orbite caractérisée par un demi-grand axe de 2,38 UA, une excentricité de 0,20 et une inclinaison de 1,4° par rapport à l'écliptique.

## Compléments